# The Meridian Star
The Meridian Star – это ежедневная газета, выходящая каждое утро в Меридиане, штат Миссисипи, США, охватывающая Округ Лодердейл, прилегающие участки западной Алабамы и восточного Миссисипи. Газета принадлежит издательству Community Newspaper Holding, Inc.
Основана в 1898 г. Чарльзом Пинкни Дементом (англ. Charles Pinckney Dement) и его сыном Джеймсом Вашингтоном Дементом (англ. James Washington Dement). Первоначальное название - «The Evening Star», продержалось до начала 2005 года, газета выходила каждый день после полудня., позже ее стали издавать утром. В 1915 г. газету переименовали в «The Meridian Star», а с 1921 г. она стала единственной газетой, выходящей в Меридиане.
Начальник корреспондентского бюро New Orleans Times-Picayune в Батон-Руже Джек Уордло (англ. Jack Wardlaw) начинал свою карьеру журналиста в «The Meridian Star» в 1959 г., в качестве репортера городского совета.